# Tommy Ramone

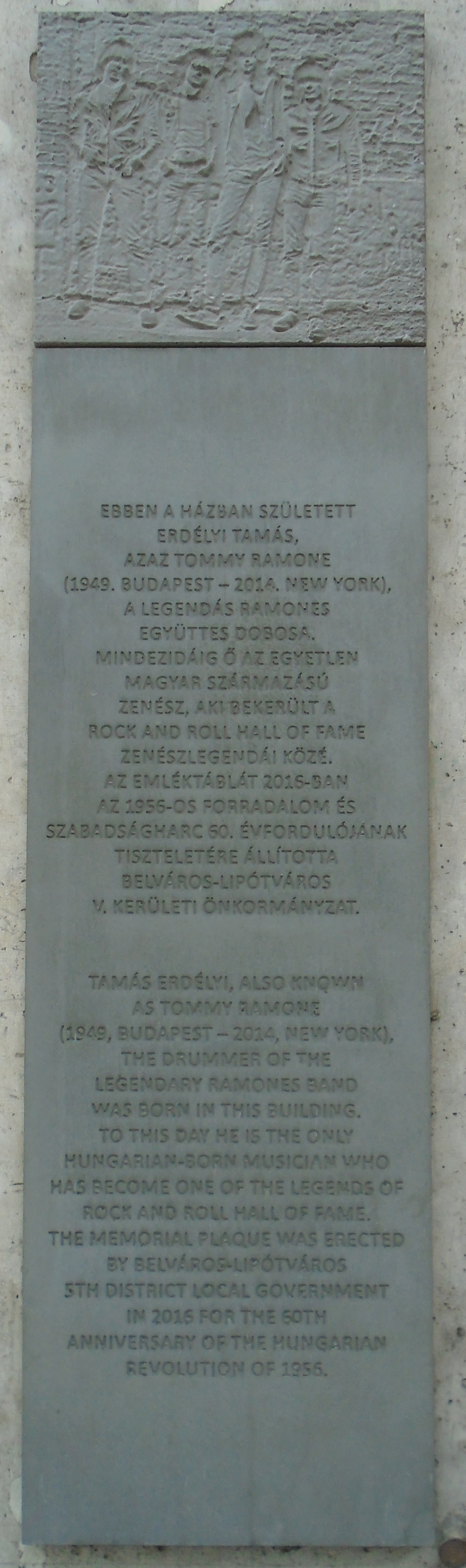
Emléktáblája Budapest V. kerületében

Tommy Ramone (vagy Tommy Erdelyi, született: Erdélyi Tamás, Budapest, 1949. január 29. – Forest Hills, Queens, New York, USA, 2014. július 11.) magyar származású amerikai zenész és producer. Négy évig volt az egyik legnevesebb punkrock együttes, a Ramones tagja.

## Háttere
Erdélyi Tamás zsidó származású magyar volt, Budapesten született 1949-ben. Szülei úgy élték túl a holokausztot, hogy szomszédaik bújtatták őket, de számos családtagja a nácik áldozata lett. A család Erdélyi hétéves korában, 1956-ban emigrált az USA-ba, és Tommy Queens Forest Hills negyedében nőtt fel.  Tommy és a gitáros Johnny Ramone (eredeti nevén John Cummings) együtt kezdtek a hatvanas évek közepén, a gimnázium alatt egy négytagú garázszenekarban, a Tangerine Puppets-ben. 1970-ben Erdélyi hangmérnökasszisztensként dolgozott Jimi Hendrix Band of Gypsys című albumán.

## Életpályája

### A Ramones dobosaként és producereként
Amikor a Ramones együttes először állt össze, Johnny Ramone gitározott, Dee Dee Ramone játszott a basszuson és Joey Ramone dobolt, Erdélyi pedig a menedzserük lett volna, de végül is a zenekar dobosa lett, amikor Joey lett a frontember, miután rájött, hogy nem tud lépést tartani a Ramones egyre tempósabb számaival. „Tommy Ramone, aki eredetileg a menedzserünk volt, végül a dobok mögé kellett hogy üljön, mivel senki más nem vállalta” – így emlékezett Dee Dee utólag.
1974 és 1978 között volt az együttes dobosa, az első három albumon, a Ramones, Leave Home, és a Rocket to Russia címűn, valamint az It's Alive című koncertalbumon ő dobolt, illetve ő volt a producer.
Egy a BBC-vel készült 2007-es interjúban Ramone azt állította, hogy a hetvenes években nagy hatással volt rájuk az időszak egyik hardrock zenekara, a New York Dolls, az énekes-dalszerző Lou Reed, illetve a pop-art atyja, Andy Warhol. Elmondása szerint „A CBGB-ben kialakult szcéna nem igazán tini- vagy garázsbandáknak volt való, volt valami értelmiségi hangulata és ezért ez pont bejött a Ramonesnek.”

### A Ramones háttérembereként
Pár évvel később, 1978-ban a túl intenzív turnézásra hivatkozva távozott, helyét Mark Bell (Marky Ramone) vette át. Ezután producerként tevékenykedett a zenekarnál és részt vett a negyedik albumuk, Road to Ruin elkészítésében; jóval később, 1984-ben pedig a Too Tough to Die album producere lett.
Dee Dee a könyveiben azon bosszankodott, hogy Tommy volt a „legösszeszedettebb” a zenekarban, aki tudott főzni magának és sokkal normálisabban meg tudta szervezni az életét, mint a többiek, és nem voltak olyan pszichológiai és addikciós problémái, mint Dee Dee-nek. A zenekar többi tagjaival ellentétben Tommy látszólag „normális” volt, noha kezdetben ő is együtt bulizott a bandatagokkal és szállította őket a kocsijában.
Tommy Ramone írta az "I Wanna Be Your Boyfriend" című számot, illetve a "Blitzkrieg Bop" nagy részét, míg a basszusgitáros Dee Dee adta a címet. Ő és Ed Stasium játszották fel a gitárszólókat azokon az albumokon, amelyeknek ő volt a producere, mivel Johnny Ramone inkább ritmusgitározni szeretett.
Az 1980-as években The Replacements Tim, valamint Redd Kross Neurotica című albumának producere volt.
2004. október 8-án, ismét összeállt a Ramonesszel, amikor C.J. Ramone, Daniel Rey, és Clem Burke (másik nevén Elvis Ramone) társaságában fellépett a „Ramones Beat Down On Cancer” (A Ramones legyőzi a rákot) koncerten. 2007 októberében egy, a zenekar legnagyobb, tévében közvetített fellépéseit tartalmazó It's Alive 1974-1996 dupla-DVD-t reklámozó interjúban méltatta az elhunyt bandatagokat:
„Ők mindent beleadtak minden egyes koncerten. Nem az a típus voltak, aki csak félig teszi oda magát, ha érti, mire gondolok.”
Tommy Ramone és Claudia Tienan az Uncle Monk nevű bluegrass folkduóban játszottak. Ramone kijelentette: „Rengeteg hasonlóság van a punk és a régi (nép)zene között. Mindkettő házilag készül, nem iskolázott és tele van ősi energiával. És bárki a kezébe kaphat egy hangszert és elkezdhet játszani rajta.” Chris Castle dalszerző, Garth Hudson, Larry Campbell és the Womack Family Band társaságában 2011 júliusában a Levon Helm stúdióban részt vett Castle Last Bird Home című albumának elkészítésében.
Ő és Gene Simmons (KISS) a két magyar származású zenész eddig, aki bekerült a rock and roll halhatatlanjai közé (Rock and Roll Hall of Fame).[forrás?]

## Betegsége és halála
Tommy Ramone 65 évesen otthonában halt meg New Yorkban, 2014. július 11-én. Epevezetékrákot diagnosztizáltak nála, és a sikertelen kezeléseket követően haláláig hospice ápolásban részesült. Betegségekor ő volt az utolsó még élő, eredeti bandatag.
Emlékezete
2016. szeptember 30-án avatták fel emléktábláját egykori szülőháza falán, a budapesti Toldi mozi bejárata mellett. Az átadó Pálinkás Szűts Róbert újságíró, Nagy Feró, a Beatrice és a Bikini együttesek alapítója, valamint Szentgyörgyvölgyi Péter, Belváros-Lipótváros polgármestere volt.

## Fordítás
- Ez a szócikk részben vagy egészben  a   Tommy Ramone című angol Wikipédia-szócikk ezen változatának fordításán alapul.  Az eredeti cikk szerkesztőit annak laptörténete sorolja fel. Ez a jelzés csupán a megfogalmazás eredetét és a szerzői jogokat jelzi, nem szolgál a cikkben szereplő információk forrásmegjelöléseként.